# Årgång
Årgång är produktion av en vara från ett speciellt årtal. Begreppet används framförallt om viner.